# Tình dục sầu bi
Tình dục sầu bi (tiếng Tây Ban Nha: Sexo por compasión) là một bộ phim điện ảnh tâm lý xã hội do Laura Mañá biên kịch và đạo diễn, được xuất phẩm vào ngày 30 tháng 6 năm 2000 tại Málaga.

## Lịch sử
Bộ phim được thực hiện theo tiêu chuẩn kinh phí thấp và đề cao tính nghệ thuật của Liên hoan phim Sundance, khai thác tâm lý những con người hiện đại ở một giai đoạn cơ khí hóa. Phim là một dẫn dụ về cảm thức tình dục có tác động khơi lên những tiềm năng sống trong mỗi cá nhân và qua đó hồi sinh tâm lý cộng đồng, đồng thời đề cập phần nào tới quan hệ đồng tính luyến ái nảy sinh ở môi trường ít gắn bó và năng động.

## Nội dung
Tại một thị trấn vô danh México, bà chủ tửu điếm Dolores được biết đến là mẫu người hiền lành tới mức chấp nhận việc bị chồng ruồng bỏ. Trong những ngày tột cùng đau khổ, cô quyết định lôi kéo những người đàn ông trong thị trấn lao vào cuộc tình một đêm với mình, những mong chồng phải hối hận mà quay lại. Cô đổi tên thành Lolita, dần dà thu hút sự hiếu kỳ của nam giới trong vùng và lần lượt đều quan hệ tình dục với cô mà chẳng phải áy náy điều gì.
Hành động của Lolita đem lại sức sống tươi trẻ hơn cho cái thị trấn vắng vẻ u buồn gần sa mạc này, nhưng cũng xách động sự căm thù của các phụ nữ. Họ dần tụ lại với nhau để cô lập Lolita, gán cho cô những biệt hiệu tệ hại nhất. Đến cả đức cha Anselmo ngoài mặt đi ngoa truyền Lolita là đứa con do ác quỷ sai tới, nhưng thâm tâm vẫn tìm cách được quan hệ tình dục với cô mà không được. Nhưng sự trả thù Lolita lại càng khiến thị trấn trở nên u ám, và càng khiến cô trở thành một thiên sứ sưởi ấm con người nơi đây.

## Kĩ thuật
Phim được thực hiện tại Tlaxcala năm 1999 với tổng kinh phí $304,441.

### Sản xuất
- Điều phối: Marisa Pecanins
- Phục trang: Mónica Neumaier

### Diễn xuất
- Élisabeth Margon... Dolores / Lolita
- Álex Angulo... Pepe
- Pilar Bardem... Berta
- Juan Carlos Colombo... Cha Anselmo
- Carmen Salinas... Một quý bà
- Mariola Fuentes... Floren
- Leticia Huijara... Leocadia
- Damián Alcázar... Gã đồng trinh
- José Sancho... Manolo
- Eric Bonicatto... Fernando
- Max Kerlow... Vendedor de colmado
- Leo Torpedo... Silva
- Justo Martínez... 	Leopoldo
- Ana Ofelia Murguía... Vendedora de Colmado
- Mercedes Olea... Puta 3
- René Pereyra... Carnicero
- Pepe Sesamuel... Antonio

## Văn hóa
- Giải thưởng điện ảnh Sant Jordi lần thứ 45 (phim truyện đầu tay hay nhất)[4].
- Liên hoan phim Málaga (phim hay nhất do khán giả bầu chọn)[5].
- Liên hoan phim quốc tế Guadalajara (giải thưởng Mayahuel và giải thưởng do khán giả bầu chọn)[6].

## Liên kết
1. ↑  Sexo por compasión a Fotogramas
2. ↑  El filme español 'Sexo por compasión' irá al festival de Sundance, El País, 2 de gener de 2001
3. ↑  "Sexo por compasión". {{Chú thích web}}: Đã bỏ qua tham số không rõ |apellido= (gợi ý |last=) (trợ giúp); Đã bỏ qua tham số không rõ |fecha= (gợi ý |date=) (trợ giúp); Đã bỏ qua tham số không rõ |fechaacceso= (gợi ý |access-date=) (trợ giúp); Đã bỏ qua tham số không rõ |idioma= (gợi ý |language=) (trợ giúp); Đã bỏ qua tham số không rõ |nombre= (gợi ý |first=) (trợ giúp); Đã bỏ qua tham số không rõ |sitioweb= (gợi ý |website=) (trợ giúp)
4. ↑  «El portero», mejor película española en los premios Sant Jordi de Cine, ABC, 30 de gener de 2001
5. ↑  'Sexo por compasión' triunfa en el Festival de Málaga, El País, 4 de juny de 2000
6. ↑  Polémico filme en México Lưu trữ ngày 16 tháng 2 năm 2020 tại Wayback Machine, La Nación, febrer de 2003

- Thông tin Filmaffinity